# Tức Lự
Tức Lự – wietnamski mistrz thiền ze szkoły vô ngôn thông. Znany był także jako Tính Lự.

## Życiorys
Pochodził z Chu Minh. Jako dziecko był genialny i przestudiował całą konwencjonalną literaturę. Pewnego dnia porzucił wszystko, co robił. Został uczniem i służącym świeckiego mistrza thiền Thônga Thiềna. 
Pewnego dnia tuż po letnim odosobnieniu medytacyjnym Tức Lự wykonał pułapkę i zastrzelił pluszcza. Podniósł go i podarował Thông Thiềnowi. Wstrząśnięty mistrz spytał: "Jesteś mnichem, dlaczego dopuściłeś się zabójstwa? Co zrobisz z przyszłą odpłatą?" Tức Lự powiedział: "W tym czasie nie widziałem tam zwierzęcia, ani nie widziałem tam mojego ciała, ani nie miałem wiedzy o odpłacie za zabijanie. Dlatego zrobiłem, co zrobiłem." Thông Thiền wiedział, że Tức Lự jest przekazicielem Dharmy, więc zaprosił go do swojego prywatnego pokoju, aby tam przekazać mu Dharmę. Powiedział: "Jeśli działasz na tym poziomie, nawet jeśli popełnisz pięć czy siedem grzechów, wciąż osiągniesz stan Buddy." Mnich, który stał obok i podsłuchiwał, wykrzyknął: "Co za nieszczęście! Nawet jeśli zdarzają się takie rzeczy, nie wziąłbym ich!" Thông Thiền krzyknął: "Złodziej! Złodziej! Nie pozwólcie temu złemu człowiekowi wyjść!" Po tych słowach Tức Lự został oświecony.
Zmarł prawdopodobnie w swojej świątyni Thông Thánh w wiosce Chu Minh, w prefekturze Thiên Đức,

## Linia przekazu Dharmy zen
Pierwsza liczba oznacza liczbę pokoleń mistrzów od 1 Patriarchy indyjskiego Mahakaśjapy.
Druga liczba oznacza liczbę pokoleń od 28/1 Bodhidharmy, 28 Patriarchy Indii i 1 Patriarchy Chin.
Trzecia liczba oznacza początek nowej linii przekazu w danym kraju.
- 33/6. Huineng (638-713)
  - 34/7. Nanyue Huairang (677-744) szkoła hongzhou
    - 35/8. Mazu Daoyi (707-788)

  - 36/9. Baizhang Huaihai (720-814)
    - 37/10/1. Vô Ngôn Thông (759-826) Wietnam - szkoła vô ngôn thông
      - 38/11/2. Cảm Thành (zm. 860)
        - 39/12/3. Thiện Hội (zm. 900)
          - 40/13/4. Vân Phong (zm. 956)
            - 41/14/5. Khuông Việt (933-1011)
              - 42/15/6. Đa Bảo (zm. po 1028)
                - 43/16/7. Định Hương (zm. 1051)
                  - 44/17/8. Viên Chiếu (999-1090)
                    - 45/18/9. Thông Biện (zm. 1134)
                      - 46/19/10. Biện Tâi (bd)
                      - 46/19/10. Đạo Huệ (zm. 1173)
                        - 47/20/11. Tịnh Lực (1112–1175)
                        - 47/20/11. Trí Bảo (zm. 1190)
                        - 47/20/11. Trường Nguyên (1110–1165)
                        - 47/20/11. Minh Trí (zm. 1196)
                          - 48/21/12. Quảng Nghiêm (1122–1190
                            - 49/22/13. Thường Chiếu (zm. 1203)
                              - 50/23/14. Thông Thiền (zm. 1228) laik
                                - 51/24/15. Tức Lự (bd)
                                  - 52/25/16. Ứng Vương (bd) laik

                              - 50/23/14. Thần Nghi (zm. 1216)
                                - 51/24/15.. Ẩn Không (bd)

                        - 47/20/11. Tín Học (zm. 1190)
                        - 47/20/11. Tịnh Không (1091–1170)
                        - 47/20/11. Dại Xả (1120–1180)

                  - 44/17/8. Cứu Chỉ
                  - 44/17/8. Bảo Tính (zm. 1034)
                  - 44/17/8. Minh Tâm (zm. 1034)

                - 43/16/7. Thiền Lão
                  - 44/17/8. Quảng Trí
                    - 45/18/9. Mãn Giác (1052–1096)
                      - 46/19/10. Bổn Tịnh (1100–1176)

                    - 45/18/9. Ngộ Ấn (1020–1088)